# 李大釗
李 大釗（り だいしょう、り たいしょう、リー・ターチャオ）は、中華民国の政治家。中国共産党創設の主要メンバーの一人で、中国国民党第一回中央執行委員。

## 人物

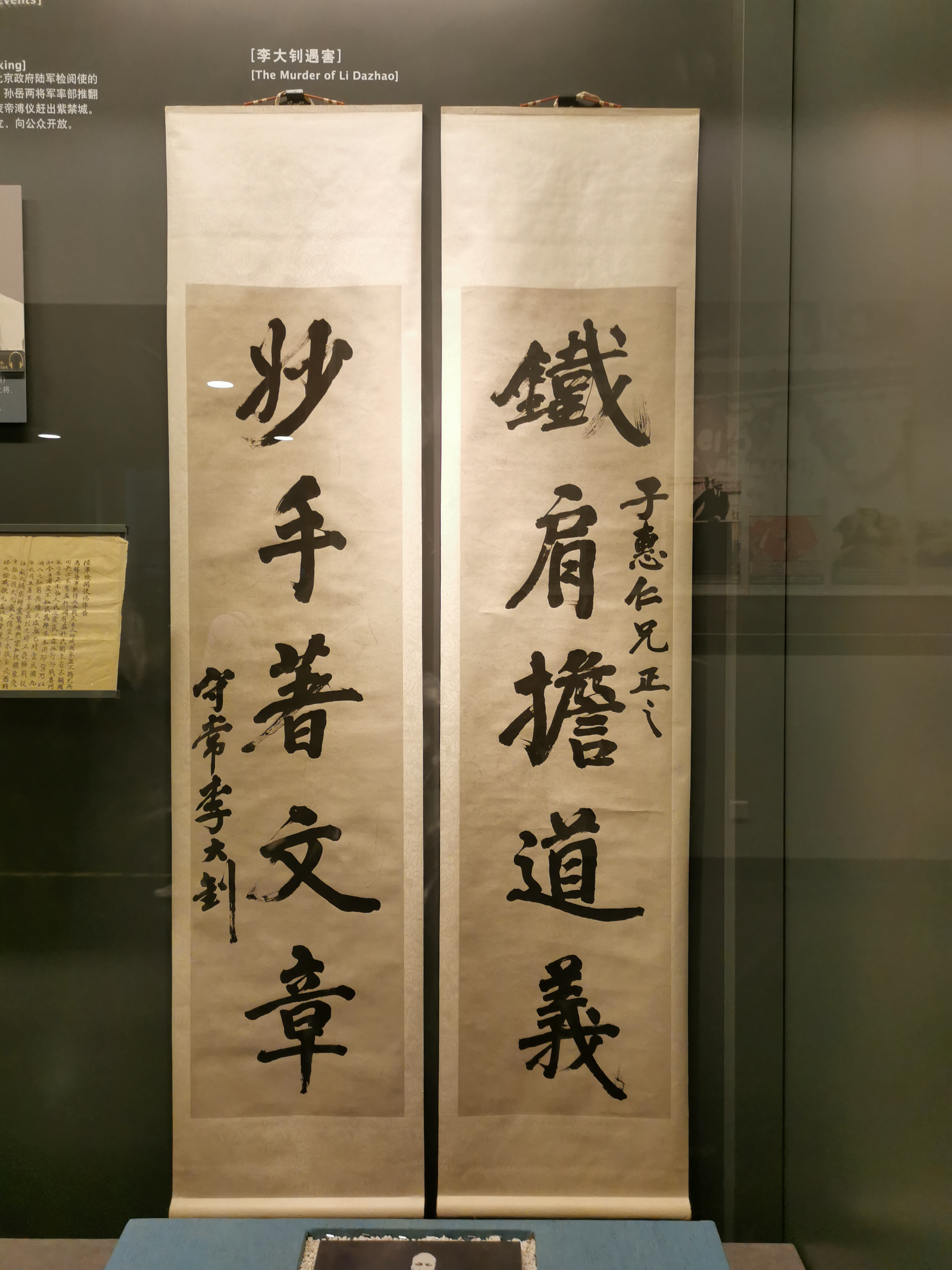
李大釗對聯

1913年（民国2年）、天津北洋法政専門学校卒業後、早稲田大学大学部政治学科に入学し社会主義思想に触れる。社会主義者の安部磯雄やマルクス経済学の研究者であった河上肇の強い影響を受け、彼らの著書を日本語で読み漁ったとされる。1914年（民国3年）には神州学会を組織し、反袁世凱活動を開始した。翌年、対華21カ条要求が出されると留日学生名義で『全国の父老に警告す』を発表し、中国人に対し「破釜沈舟の決心」で日本に抵抗するよう啓蒙活動を行っている。1916年（民国5年）5月に帰国し、北京で『晨鐘報』を創刊し編集長に就任している。その後『甲寅日刊』の編集に就任、後の新文化運動へと発展させた。1917年（民国6年）から蔡元培により北京大学の経済の教授と図書館長に任命された。1919年には論文『大亜細亜主義与新亜細亜主義』で新アジア主義を掲げてアジア連邦を説いた。
1920年（民国9年）、中国での共産党結党を目的にコミンテルン極東支局から訪中したヴォイチンスキーに便宜を図り、上海における共産指導者陳独秀との会見を実現、同年8月に、ヴォイチンスキー・陳独秀・李漢俊・沈玄龍・兪秀松・施存統などと協力し中国共産党結党準備が進められマルクス思想学説研究会を組織、10月には鄧中夏・高君宇・何孟雄らと北京共産主義小組を結成している。中国共産党結党後は第2期から第4期まで中央委員に就任した。1922年（民国11年）、李大釗はコミンテルンからの指示に従い上海に赴き孫文と会見している。
1924年（民国13年）、国共合作に参加、李大釗は中国国民党第一回全国代表大会に出席し国民党に入党し、国民党第一回中央執行委員に就任した。1925年（民国14年）、北洋政府による共産主義弾圧が行われると駐華ソ連大使館に保護を求めている。1927年（民国16年）3月南京事件が北京へ波及することを恐れた列強は、南京事件の背後に共産党とソ連の策動があるとして日英米仏など七カ国外交団が厳重かつ然るべき措置をとることを安国軍総司令部に勧告した。その結果、4月6日にはソ連大使館を目的とした各国公使館区域の捜索が行われ、張作霖はソ連大使館に軍隊を派遣、大量の武器を保有し中華民国に反対する活動を行っているとされ李も逮捕、軍法会議に送られた。軍法会議では1名を除いた19名が、4月28日「ソ連と和し、外国に通謀しているという」罪で絞首刑に処された。
李大釗処刑後、死体は北京香山万安公墓（zh）に埋葬された。1983年には万安公墓に隣接して李大釗烈士陵園が設置された。李大釗の長男の李葆華（1909年-2005年）は後に、中華人民共和国の要職につき、中国人民銀行行長（1978年-1982年）に就任した。長女の李星華は作家になった。